# Smithland (Kentucky)
Smithland város az Amerikai Egyesült Államok Kentucky államában, Livingston megyében, melynek megyeszékhelye is. Lakosainak száma 240 fő (2020. április 1.).

## Népesség
A település népességének változása:

| 2010 | 301 |
| 2020 | 240 |